# Ločni most
Ločni most je armiranobetonska konstrukcija, ki je nastala tam, kjer je težko masivno obokano konstrukcijo nadomestil lok pravokotnega prereza z lahko, običajno nadločno konstrukcijo, ki sestoji iz stebrov in prekladne konstrukcije. Ločni mostovi se projektirajo za večje razpone, ki jih ni mogoče izvesti kot gredne armiranobetonske mostove.